# Championnat du monde du cheval arabe
Le championnat du monde du cheval arabe est une compétition annuelle qui se tient à Paris, dans le cadre du Salon du cheval de Paris. Les chevaux arabes participants y sont notés sur leur aspect spectaculaire, en prenant en compte leur charisme, leur prestance, leur fougue, leur expression, leur caractère et leur personnalité.
La 38e édition consécutive s'est tenue en 2018, attirant des participants d'une quarantaine de pays, notamment la Pologne, les Emirats arabes unis et l'Arabie saoudite.

## Chevaux primés
- 2022 : Alexxanderr, Arabie saoudite, en catégorie senior mâles[3].